# Hvítá (Borgarfjörður)
Hvítá (isl. „biała rzeka”; dla odróżnienia od innych rzek o takiej samej nazwie określana jest jako Hvítá í Borgarfirði) – rzeka lodowcowa w zachodniej Islandii. Dziesiąta pod względem długości rzeka kraju – mierzy 117 km. Jej źródła znajdują się w okolicach lodowca Eiríksjökull, a uchodzi do fjordu Borgarfjörður w okolicach Borgarnes i Hvanneyri. Na rzece znajduje się wodospad Barnafoss, a w bezpośrednim sąsiedztwie tego wodospadu do rzeki wpadają, w postaci wodospadów Hraunfossar, wody płynące przez dawne pole lawowe. Do głównych lewych dopływów rzeki należą: Geitá, Reykjadalsá, Flókadalsá i Grímsá, a prawych: Norðlingafljót, Norðurá i Þverá.